# Nowowieliczkowskaja
Nowowieliczkowskaja (ros. Нововеличковская) – stanica w Rosji, w Kraju Krasnodarskim, w rejonie dińskim. W 2010 liczyła 9169 mieszkańców.